# Physignathus lesueurii
El dragón de agua australiano (Physignathus lesueurii) es una especie de reptil escamoso de la familia Agamidae. Es nativa de Australia oriental, desde Queensland a Victoria; su presencia en Nueva Guinea es dudosa.

## Subespecies
Se reconocen las siguientes subespecies:
- Physignathus lesueurii lesueurii McCoy, 1884
- Physignathus lesueurii howitti (Gray, 1831)